# Примак, Ксения Владимировна
Ксения Владимировна Примак (в девичестве — Лабыгина; род. 20 февраля 2000, Ижевск) — российская легкоатлетка, специализирующаяся в беге с барьерами. Мастер спорта России. На соревнованиях представляет Удмуртию и Краснодарский край.
Воспитанница специализированной спортивной школы олимпийского резерва Удмуртии. Училась в Институте физической культуры и спорта.
Выступает за ЦСКА. Становилась победительницей первенств России среди юниоров (2019) и молодёжи (2020, 2021). Выигрывала золото на командном чемпионате России (2020, 2021) и Кубке России (2021)
Побеждала на чемпионате России в помещении (2021, 2022, 2024) и на открытом воздухе (2021). Бронзовый призёр российского чемпионата 2024 года.
Участница Игр БРИКС 2024 года.